# برایان کامسترا
برایان کامسترا (هلندی: Brian Kamstra؛ زادهٔ ۵ ژوئیهٔ ۱۹۹۳) دوچرخه‌سوار اهل هلند است.
از باشگاه‌هایی که او در آن رکاب زده‌است می‌توان به تیم دوچرخه‌سواری نووو نوردیسک اشاره کرد.